# Jan Erik Vold
Jan Erik Vold (* 18. října 1939 Oslo) je norský básník, recitátor, publicista a překladatel.
Je synem novináře Ragnara Volda. Patří ke generaci autorů spojené s časopisem Profil. Vychází z konkrétní poezie a při svých vystoupeních používá jazzovou hudbu, spolupracoval s Janem Garbarkem a Chetem Bakerem.
Na invazi vojsk Varšavské smlouvy do Československa reagoval básnickým cyklem Dagens tsjekkiske (Dnešní česká).
Přeložil do norštiny následující autory: Richard Brautigan, Samuel Beckett, Bob Dylan, Wallace Stevens, Frank O'Hara, Peter Bichsel a Tomas Tranströmer.
Jeho poezie je v Norsku součástí školních osnov.

## Dílo
- Malý kruh. Nakladatelství Archa 2012. Přeložil Ondřej Buddeus
- Deník Ruth Maierové : příběh židovské dívky v Evropě pod nadvládou nacistů : život by mohl být tak krásný; z norského originálu Ruth Maiers dagbok ... s přihlédnutím k německému originálu deníků přeložila Kateřina Krištůfková, V Brno : Edika, 2021, 419 stran, ISBN 978-80-266-1595-8
  - v roce 2022 zpracováno v Českém rozhlasu jako pětidílná četba na pokračování. Účinkuje: Lucie Pernetová, režie: Dimitrij Dudík.[4]